# Mar de Espanha (Mucugê)
Mar de Espanha é um lago formado pelo rio Paraguaçu, na cidade brasileira de Mucugê, situada no Parque Nacional da Chapada Diamantina, região central do estado da Bahia.
É uma das atrações turísticas da cidade, usado para o banho, localizado próximo à Cachoeira da Sibéria e aos cânions formados pelo rio ao erodir as rochas areníticas.

## Histórico
O engenheiro Teodoro Sampaio, que visitou o lugar em 1880, foi dos primeiros a registrá-lo. Sampaio fora de início orientado pelo coronel Rodrigues Lima, na época comerciante de diamantes na então vila de Santa Isabel do Paraguaçu (atual Mucugê) e, querendo conhecer pessoalmente um dos garimpos, dirigiu-se para o local da cachoeira da Sibéria e dedicou um capítulo de sua obra à "Visita à Lavra de Nova Sibéria", onde registrou: "no poço do Mar de Espanha, cerca de uma légua ao norte de Santa Isabel, se extraíram de mergulho catorze e meia oitavas de diamantes, em um só dia." E, mais adiante: "[o] poço de Mar de Espanha, tão famoso na mineração dos primeiros tempos, e que nada mais é do que um trecho remansado do rio entre duas cachoeiras sucessivas". (grifos originais)